# Бан Чан
Кри́стофер Чан Бан (англ. Christopher Chahn Bahng; род. 3 октября 1997, Сеул, Республика Корея), более известный как Бан Чан (англ. Bang Chan, кор. 방찬), — австралийский и южнокорейский певец, рэпер, автор песен и музыкальный продюсер. Лидер, вокалист и самый старший участник бой-бэнда Stray Kids и его продюсерского саб-юнита 3Racha.
Родился в Сеуле, вырос в Сиднее, где в возрасте тринадцати лет прошёл международный кастинг лейбла JYP Entertainment в Австралии, вновь вернулся в Республику Корея и был стажёром. До своего дебюта Бан Чан был известен под псевдонимом CB97 во время участия в юните 3Racha. Сыграл ключевую роль в формировании бой-бэнда Stray Kids. Руководил выбором стажёров, соответствовавших его художественному видению, назвав группу и разработав её логотип. Он и его команда участвовали в реалити-шоу на выживание «Stray Kids», где они подвергались оценке своих навыков и умений.
В феврале 2023 года был назначен полноценным членом Корейской ассоциации авторских прав на музыку (KOMCA), на апрель 2025 года, является третьим айдолом по количеству участий в написаниях песен, имея на его имя 211 композиций. Кроме написания и продюсирования песен Stray Kids, он участвовал в написаниях саундтреков для сериалов «Pop Out Boy!», «Башня Бога», «Re:Revenge- In the End of Desire» и «Аркейн» и для фильмов «Дораэмон: Нобита и небесная утопия» и «Дэдпул и Росомаха». В рамках написаний песен группы и вне её, певец сотрудничал с различными исполнителями, включая Алессо, Sky-Hi, LiSA, MF Doom, Tiger JK и Lil Durk.

## Ранняя жизнь и образование
Кристофер Чан Бан родился 3 октября 1997 года в Сеуле, Республика Корея. Первый ребёнок в семье и имеет младшую сестру, блогера и музыканта Ханну Бан. Его семья переехала в австралийский Сидней, когда он был ещё ребёнком.
Посещал среднюю школу исполнительских искусств Ньютауна, где обучался балету и современным танцам и был участником школьного хора. Также участвовал в соревнованиях по плаванию и постоянно выигрывал медали.
В 2010 году тринадцатилетний Бан Чан прошёл международный кастинг лейбла JYP Entertainment, проходивший в Австралии, и после этого переехал и вновь вернулся в Республику Корею для дальнейшей стажировки. Окончил среднюю школу Чхондам.

## Карьера

### 2010—2018: Начало карьеры
Будучи семилетним стажёром в работе JYP, Бан Чан тренировался вместе с участницами Twice и участниками Got7, и Day6. Во время стажировки сыграл эпизодические ролях в музыкальных видеоклипах других артистов JYP Entertainment, в том числе посетителем кафе в «Only You» от Miss A и зомби в дебютном клипе Twice «Like Ooh-Ahh».
Бан Чан познакомился с будущими одногруппниками Ханом и Чханбином во время занятий по цифровому интерфейсу музыкальных инструментов и в 2016 году они вместе сформировали хип-хоп юнит под названием 3Racha. В то время Бан Чан использовал псевдоним CB97. В январе 2017 года участники 3Racha загрузили свой первый микстейп J:/2017/mixtape на сервисе SoundCloud.
В конце 2017 года, Бан Чан вместе с одногруппниками по 3Racha участвовали в реалити-шоу Stray Kids, посвящённое формированию бой-бэнда с одноимённым названием. Бан Чан взял на себя ответственность за выбор собственной команды стажёров для подготовки к дебюту. Помимо еженедельных заданий, он тесно сотрудничал с бой-бэндом над их брендом, а также разработал их логотип. Кроме того, его хвалили за лидерский опыт и преданность делу во время реалити-шоу на выживание.
8 января 2018 года был выпущен первый преддебютный мини-альбом Mixtape, в который вошли песни группы, написанные и исполненные участниками во время шоу на выживание.

### 2018—настоящее время: Дебют в Stray Kids и сольная деятельность
25 марта 2018 года Бан Чан официально дебютировал в качестве лидера Stray Kids с выпуском мини-альбома I Am Not. В 2019 году в рамках первого группового развлекательного шоу «Finding SKZ», коллектив отправился в Австралию, где Бан Чан помог организовать мероприятия, чтобы познакомить своих одногруппников с культурой своей родины.
В августе 2021 года исполнил кавер-версию песни Day6 «I’ll Try» с одногруппниками Сынмином и Ай Эном в развлекательном шоу «Еженедельный Айдол».
Первый совместный сингл Бан Чана и Хёнджина, «Red Lights», был включён во второй групповой студийный альбом Noeasy. Песня дебютировала на 30-й позиции в Circle Download Chart и впоследствии композиция вошла в двадцатку самых популярных песен группы. Также участвовал в записи сингла «Waiting For Us» вместе с Ли Ноу, Сынмином и Ай Эном, являющегося одним из композиций мини-альбома Oddinary, выпущенного 18 марта 2022 года. Песня дебютировала на 25-й позиции в Circle Download Chart в период с 13 по 19 марта 2022 года.

#### SKZ-Record/Playerи сольная музыка
Бан Чан активно демонстрировал свои сольные работы на групповых сборниках SKZ-Record и SKZ-Player. 16 мая 2020 года принял участие в записи сингла Чханбина «Streetlight», а 29 мая выпустил свой сольный сингл «I Hate to Admit», написанный самим Бан Чаном для сборника SKZ-Record. Эта песня продемонстрировала его склонность к интроспекции и личный стиль написания текстов.
15 января 2021 года Бан Чан исполнил сольную песню Ай Эна «Maknae on Top» вместе с Чханбином. 27 июня сотрудничал с Цзыюй из Twice над кавером на песню певицы Тейлор Свифт «ME!», выпущенного в рамках серии «Melody Project Twice». В июле Бан Чан и его одногруппник Ли Ноу выпустили «Drive», сингл собственного сочинения, вошедшую в их сборник SKZ-Replay. В августе 2022 года вместе с Чханбином и Ханом исполнили неизданную композицию «Yeah» на фестивале KCON в Лос-Анджелесе для специальной сцены, песню, которую он написал в соавторстве и спродюсировал.
В дополнение к своим сольным начинаниям, Бан Чан внёс свой вклад в различные сингловые и групповые песни. Он сотрудничал с Чханбином и Ханом над песней «Zone» для сборника SKZ-Replay, выпущенного 21 декабря. В том же альбоме также выпустил свой сольный трек собственного сочинения «Connected», который отражает его интерпретацию роковой связи.
Кроме того, Бан Чан был соавтором песни «3Racha» в жанре дрилл, получившая признание критиков. Сингл дебютировал на 36-й позиции в Circle Download Chart в период со 2 по 8 октября 2022 года, а позже занял 14-е место в списке New Musical Express на конец года. В том же году, в составе 3Racha Бан Чан стал соавтором, сочинил и исполнил «Heyday» для саундтрека шоу «Уличный боец».
Бан Чан продолжил развивать своё сольное творчество во время группового купольного тура «5-Star Dome Tour» в 2023 году, исполнив свою неизданную песню «Baby» на стадионе «Токио Доум». В марте 2024 года выпустил клип на свой английский сингл «Eternity», в котором снялась его собака по кличке Берри. В том же году, Бан Чан работал в качестве аранжировщика вокала для сингла «Like Magic», спродюсированного JYP Entertainment для рекламной кампании Coca-Cola K-Wave. В сентябре того же года, во время тура «Dominate World Tour» исполнил свою невыпущенную сольную песню «Railway». Позже песня была включена в групповой микстейп Hop, выпущенный 13 декабря. «Railway» занимал 33-ю позицию в Circle Download Chart в период с 22 по 28 декабря и 15-ю в Aotearoa Hot Singles Chart в период с 20 по 26 декабря.

#### Написание песен и продюсирование
Бан Чан наряду с Чханбином и Ханом пишет и продюсирует большую часть музыки группы. В дополнение к своей работе с участниками Stray Kids, также писал и продюсировал для других артистов, внося вклад в различные проекты за пределами коллектива, иллюстрируя свои навыки как автора песен и музыкального продюсера. Бан Чан писал или продюсировал треки для артистов и групп, включая NiziU, JO1, Sky-Hi и Шоу Ло. Также участвовал в написании песен и композиции сингла «我的世代 (Wo De Shi Dai)» тайваньского певца Шоу Ло из его полноформатного альбома No Idea, выпущенного в 2019 году, что стало его первым заметным сотрудничеством за пределами бой-бэнда Stray Kids.
В апреле 2020 года Stray Kids внесли свой вклад в саундтрек к первому сезону аниме-сериала «Башня Бога». Бан Чан стал соавтором вступительной темы «Top» и заключительной темы «Slump», при этом он был сопродюсером песни «Top» и единоличным продюсером композиции «Slump». Сингл «Top» возглавлял ежедневный рейтинг синглов Oricon и доминировал в ежедневном рейтинге продаж Tower Records в день его выпуска, причём все три версии заняли первые три позиции. В декабре Бан Чан вместе с другими участниками 3Racha сочинили сольную песню «Nevermind» для Яо Чэня, участника китайского бой-бэнда R1SE. Сингл стал популярным, возглавляя ежедневный чарт популярности на китайском стриминговом сервисе QQ Music в течение 16 дней подряд.
В феврале 2022 года Бан Чан стал соавтором и исполнителем песни «Just Breathe» в коллаборации с японским рэпером Sky-Hi. Он и другие участники 3Racha были награждены за лучшее хип-хоп видео на церемонии MTV VMAs Japan 2022 за свою работу над композицией. В марте Бан Чан стал соавтором и продюсером песни «YOLO-konde» для японского бой-бэнда JO1. Сингл был создан как тематическая песня в поддержку JO1 и их поклонников. В феврале 2023 года Бан Чан, Чханбин и Хан были повышены до постоянных участников Корейской ассоциации авторских прав на музыку (KOMCA). Согласно данным KOMCA, Бан Чан участвовал в написаниях 211 композиций по состоянию на апрель 2025 года.
Кроме того, Бан Чан внёс вклад в создание саундтреков к крупным фильмам, начиная с начала 2023 года, когда ему вместе с Чханбином и Ханом предложили написать и спродюсировать пятый сингл «Paradise» гёрл-группы NiziU, который стал заглавной песней для японского фильма «Дораэмон: Нобита и небесная утопия». Песня также использовалась в качестве финальной темы для телесериала «Дораэмон». Продолжая свою работу на телевидении, Бан Чан вместе с другими участниками 3Racha участвовал в написании и продюсировании песни «Why?» для телесериала «Re:Revenge- In the End of Desire» японского телеканала Fuji Television. Выпущенный 12 апреля 2024 года, сингл стал первой заглавной песней бой-бэнда Stray Kids для японской дорамы.
В июле Бан Чан стал соавтором и сопродюсером песни «Slash» для саундтрека к фильму Marvel «Дэдпул и Росомаха», что стало его первой работой для голливудского фильма.

#### Роли ведущего и главного ведущего
В 2018 году Бан Чан дважды был приглашённым ведущим на шоу «After School Club», вместе с Чейми 12 июня и в качестве специального ведущего 17 июля, когда Джэ из Day6 завершил шоу. 27 октября 2018 года появился в качестве специального ведущего на «Show! Music Core».
В августе 2021 года, после того как группа привлекла внимание актёра своим вдохновленным Дэдпулом выступлением во время третьего раунда шоу «Kingdom: Legendary War», Бан Чан взял интервью у актёра Райана Рейнольдса для сервиса Naver TV в рамках продвижения фильма «Главный герой». Бан Чан был ведущим на шоу «KCON LA» в августе 2022 года и вернулся в 2023 году, ведя третий день. В декабре 2023 года был жюри шоу «Nizi Project Season 2».
В июле 2024 года Бан Чан и Феликс провели радиосериал под названием «All About Stray Kids Radio» на сервисе Apple Music. В четырёхсерийном сериале обсуждались их интересы, хобби и закулисные истории о создании альбомов, а также в качестве гостей выступали другие участники Stray Kids. Шоу транслировалось в прямом эфире на Apple Music Radio, а эпизоды также были доступны на Apple Podcasts. В том же месяце, они также брали интервью у Райана Рейнольдса и Хью Джекмана на пресс-конференции «Deadpool & Wolverine» в Сеуле, в рамках рекламного мероприятия Marvel в Республике Корея.

## Артистизм
Бан Чан наиболее известен своей многогранной ролью певца, автора песен, продюсера и исполнителя в индустрии жанра K-pop. В 2020 году Джефф Бенджамин описал Бан Чана как «ответственного исполнителя в Stray Kids, продемонстрировав его универсальность как ведущего вокалиста и ведущего рэпера, одновременно заняв центральное место в хореографии, что отражает его обширную танцевальную подготовку». Бан Чан также является частью юнита 3Racha, продюсерской команды Stray Kids, занимающийся созданием музыки, раздвигающей границы традиционной корейской популярной музыки, смешивая элементы хип-хопа, EDM и поп-рока. Как лидер группы, Бан Чан оказывает значительное влияние на их музыкальное направление, сочиняя и продюсируя большинство их песен, внося жизненно важный вклад в их дискографию.

### Влияние
Любовь его матери к поп-музыке побудила Бан Чана проявить интерес к музыкальной индустрии. В детстве Бан Чан восхищался такими артистами, как австралийский актёр Хью Джекман, умевшие петь, танцевать и играть, восхищаясь их универсальностью и харизматичностью. За годы работы стажёром он сблизился с Ёнкеем из Day6, часто выступавшим в роли наставника Бан Чана.

### Написание песен и продюсирование
Его навыки написания песен и продюсирования получили высокую оценку критиков за их глубину и универсальность. Тексты песен Бан Чана часто отражают темы саморефлексии, борьбы и личностного роста, которые находят отклик у международной фанатской базы. Помимо продюсирования для Stray Kids, Бан Чан продюсировал синглы для других исполнителей и постоянно сотрудничает с другими участниками 3Racha, Чханбином и Ханом, которые также вносят свой вклад в уникальное звучание группы.
Помимо победы в номинации «Лучшее хип-хоп видео» на MTV VMAs Japan 2022 за работу над синглом «Just Breathe», Бан Чан, Чханбин и Хан получили награду «Лучший автор» на премии «Азиатский артист», состоявшейся 14 декабря, за вклад в качестве авторов песен и музыкальных продюсеров.
В 2023 году Бан Чан был признан в развлекательном шоу «Хон Ким Дон Чон» телеканала KBS2 за значительные доходы от авторских отчислений за музыку и представлен как «богатый артист» благодаря большому количеству написанных им песен. По состоянию на май 2023 года, Бан Чан и его одногруппник Чханбин владели авторскими правами примерно на 150 песен. В августе 2024 года общее количество песен, на которые у Бан Чана имеются авторские права, превысило 190 композиций.
В 2024 году журнал Billboard заявил, что Бан Чан сыграл «решающую роль» в успехе бой-бэнда Stray Kids как автор-исполнитель и продюсер, участвуя в создании нескольких альбомов, возглавлявших американский альбомный чарт Billboard 200 и выступив сопродюсером и автором первого группового сингла «Lalalala», попавшего в Billboard Hot 100.

## Вклад и влияние
Бан Чан неизменно занимает 14-е место в рейтинге «K-pop звёзды года» на Tumblr, 8-е в 2019 году, 11-е в 2020 году, 8-е в 2021 и 2022 годах. С момента своего дебюта Бан Чан неизменно занимал лидирующие позиции в рейтинге репутации индивидуальных брендов мужских групп, в том числе попал в список 100 лучших в 2018 году. 20 апреля следующего года Корейский институт исследования репутации предприятий объявил, что Бан Чан занял 30-е место в рейтинге репутации индивидуального бренда мужских групп за период с 19 марта по 19 апреля. Также занял 81-е место среди самых популярных K-pop идолов в 2020 году по версии «K-pop Idol Chart» из списка «100 лучших поисковых рейтингов YouTube по всему миру в 2020 году».
В еженедельном опросе «Daily Sports X Mubeat», проведённом с 20 по 26 января 2022 года, Бан Чан занял 2-е место, получив 946 705 голосов, и был признан лидером идолов, который, как ожидается, возглавит жанр K-pop в 2022 году. В мае 2022 года в опросе, проведённом изданием Ilgan Sports и Mubeat, Бан Чан был назван лучшим самопродюсированным идолом, получив более 203 000 голосов из 357 796, единственным идолом, получившим более 100 тысяч голосов. Его навыки продюсера, вокалиста, танцора и рэпера были подчёркнуты, что демонстрирует его значительное влияние на глобальный успех бой-бэнда Stray Kids.
Американский журнал Billboard поставил Бан Чана на второе место в списке «100 K-pop исполнителей жанра 2024 года».

## Другая деятельность

### Мода
В феврале 2024 года Бан Чан дебютировал на обложке специального выпуска журнала Nylon Japan под названием «Одна любовь, одна жизнь» с украшениями Swarovski. Выпуск включает в себя двойную обложку, визуальные материалы и мини-фотокарточки, подчёркивающие его роль лидера Stray Kids и передающие послания поклонникам.

#### Партнёрство с Fendi
В мае 2024 года Бан Чан появился на обложке 6-го тома W Korea, где иллюстрировал яркую летнюю капсульную коллекцию люксовой компании Fendi в соответствии со своим появлением на 16-м Сеульском джазовом фестивале. В июне дебютировал на Неделе моды в Милане, посетив мужской показ Fendi сезона «Весна—Лето 2025» в качестве гостя бренда. Появление Бан Чана на Неделе моды в Милане в сезоне «SS25 Men’s Wear» принесло 3,43 миллиона долларов в виде заработанных медиаценностей (EMV), что сделало его пятой по влиятельности фигурой на этом мероприятии.
16 января 2025 года Бан Чан был объявлен глобальным представителем Fendi. В том же месяце было объявлено, что певец появится на обложке корейского февральского номера Harper’s Bazaar. Это его первый проект в качестве посла бренда итальянского модного дома люксового класса.

### Благотворительность
В 2021 году Бан Чан участвовал в инициативе лейбла JYP Entertainment «Каждая мечта имеет значение» (EDM) вместе с Саной из Twice и основателем компании Пак Чинёном. Это мероприятие продвигало благотворительные проекты для детей, борющихся с неизлечимыми заболеваниями. В декабре 2023 года Бан Чан вместе с Пак Чинёном и Чихё из Twice организовали четвёртый «EDM Day», приняв участие в кампании «Love Earth Challenge» и встретившись с детьми, заинтересованными в присоединении к индустрии развлечений.
В августе 2023 года Бан Чан вместе с другими участниками 3Racha выступили на ежегодном фестивале «Global Citizen», в том числе обратившись к необходимости социальных перемен и искоренению бедности в мире.
3 октября 2024 года Бан Чан пожертвовал 100 миллионов вон в Общественный сундук Кореи в честь своего 27-го дня рождения, поддержав людей с нарушениями развития путем финансирования систем медицинских осмотров и обучения спортсменов по повышению их потенциала, а также присоединившись к «Почётному обществу» высокопоставленных доноров. В том же месяце он принял участие в кампании W Korea по борьбе с раком груди на благотворительном мероприятии «Love Your W», пропагандируя позитивное влияние и повышая осведомленность о раке груди.

## Личная жизнь
Владеет английским и корейским языками. Пианист с классическим образованием, брал уроки с пяти лет.

## Дискография

### Песни

#### Как ведущий исполнитель
| Название                                                                        | Год  | Высшие позиции в чартах | Высшие позиции в чартах | Высшие позиции в чартах | Высшие позиции в чартах | Высшие позиции в чартах | Альбом                                       |
| Название                                                                        | Год  | KOR DL                  | UK Sales                | NZ Hot                  | US World                | JPN DL                  | Альбом                                       |
| ------------------------------------------------------------------------------- | ---- | ----------------------- | ----------------------- | ----------------------- | ----------------------- | ----------------------- | -------------------------------------------- |
| «Not!» (с Ли Ноу и Сынмином)                                                    | 2018 | —                       | —                       | —                       | —                       | —                       | I Am Not                                     |
| «We Go» (с Чханбином и Ханом)                                                   | 2020 | —                       | —                       | —                       | 10                      | —                       | In Life                                      |
| «Red Lights» (кор. 강박) (с Хёнджином)                                          | 2021 | 30                      | —                       | —                       | 13                      | —                       | Noeasy                                       |
| «Waiting For Us» (кор. 피어난다) (с Ли Ноу, Сынмином и Ай Эном)                 | 2022 | 25                      | —                       | —                       | —                       | —                       | Oddinary                                     |
| «Heyday» (с Чханбином и Ханом)                                                  | 2022 | 118                     | —                       | —                       | 13                      | —                       | Street Man Fighter Original Vol.4 Crew Songs |
| «3Racha» (с Чханбином и Ханом)                                                  | 2022 | 36                      | —                       | 24                      | 13                      | —                       | Maxident                                     |
| «Connected»                                                                     | 2022 | —                       | —                       | —                       | —                       | —                       | SKZ-Replay                                   |
| «Zone» (с Чханбином и Ханом)                                                    | 2022 | —                       | —                       | —                       | —                       | —                       | SKZ-Replay                                   |
| «I Hate to Admit» (кор. 인정하기 싫어)                                          | 2022 | —                       | —                       | —                       | —                       | —                       | SKZ-Replay                                   |
| «Up All Night» (кор. 오늘 밤 나는 불을 켜) (c Чханбином, Феликсом и Сынмином)   | 2022 | —                       | —                       | —                       | —                       | —                       | SKZ-Replay                                   |
| «Drive» (с Ли Ноу)                                                              | 2022 | —                       | —                       | —                       | —                       | —                       | SKZ-Replay                                   |
| «Eternity»                                                                      | 2024 | —                       | —                       | —                       | —                       | —                       | Неальбомный сингл                            |
| «Railway»                                                                       | 2024 | 33                      | —                       | 15                      | —                       | —                       | Hop                                          |
| «Escape» (с Хёнджином)                                                          | 2025 | 148                     | 35                      | 24                      | 1                       | 100                     | Mixtape: Dominate                            |
| «—» означает, что песня не попала в чарт или не была выпущена в данном регионе. |      |                         |                         |                         |                         |                         |                                              |

#### Как приглашённый исполнитель
| Название                                                                        | Год  | Высшие позиции в чартах | Высшие позиции в чартах | Высшие позиции в чартах | Высшие позиции в чартах | Альбом     |
| Название                                                                        | Год  | HUN                     | US World                | JPN Hot                 | JPN Cmb.                | Альбом     |
| ------------------------------------------------------------------------------- | ---- | ----------------------- | ----------------------- | ----------------------- | ----------------------- | ---------- |
| «Just Breathe» (от Sky-Hi; с Чханбином и Ханом)                                 | 2022 | 15                      | 11                      | 50                      | 50                      | The Debut  |
| «Streetlight» (от Чханбина)                                                     | 2022 | —                       | —                       | —                       | —                       | SKZ-Replay |
| «Maknae on Top» (кор. 막내온탑) (от Ай Эна; с Чханбином)                        | 2022 | —                       | —                       | —                       | —                       | SKZ-Replay |
| «—» означает, что песня не попала в чарт или не была выпущена в данном регионе. |      |                         |                         |                         |                         |            |

#### Коллаборации
| Название | Год  | Высшие позиции в чартах | Высшие позиции в чартах | Альбом            |
| Название | Год  | KOR DL                  | US World                | Альбом            |
| --- | ---- | ----------------------- | ----------------------- | ----------------- |
| «Moon» (кор. 꿈속의 문) (с Astro, Viviz, Минхёком, Гихёном, Ай Эмом, Хоси, Вону, Мингю, DK, Сынкваном, Hello Gloom, Роки, Чхве Юджон, Доён, Чхани, Мун Суа) | 2025 | 61                      | 4                       | Неальбомный сингл |

## Видеография

### Музыкальные видеоклипы
| Название  | Год  | Альбом | Ссылка  |
| --------- | ---- | ------ | ------- |
| «Railway» | 2024 | Hop    | [ 116 ] |

## Фильмография

### Телевизионные шоу
| Год  | Название              | Примечание                                                           | Источник        |
| ---- | --------------------- | -------------------------------------------------------------------- | --------------- |
| 2017 | Stray Kids            | Участник                                                             | [ 117 ]         |
| 2018 | After School Club     | 320-й эпизод (как ведущий)                                           | [ 67 ]          |
| 2018 | After School Club     | 325-й эпизод (как ведущий)                                           | [ 68 ]          |
| 2018 | Show! Music Core      | Ведущий                                                              | [ 69 ]          |
| 2020 | Knowing Bros          | Внеклассные мероприятия: Дон Дон Син Ги (5-й и 6-й эпизоды; с Уёном) | [ 118 ] [ 119 ] |
| 2023 | Nizi Project Season 2 | Жюри в первой серии                                                  | [ 73 ]          |

### Ведущий
| Год       | Название     | Источник |
| --------- | ------------ | -------- |
| 2019—2023 | Chan’s Room  | [ 120 ]  |
| 2022      | KCON LA 2022 | [ 45 ]   |
| 2023      | KCON LA 2023 | [ 72 ]   |

### Комментарии
1. 1 2  Псевдоним использовался при выпуске песен во время преддебюта и во время выступления на фестивале «Global Citizen Festival» в 2023 году[1][2].
2. ↑  Согласно системе Концевича корейское имя 방찬 передаётся как Пан Чхан